# Kalidasia radiata
Kalidasia radiata är en bäcksländeart som beskrevs av František Klapálek 1916. Kalidasia radiata ingår i släktet Kalidasia och familjen jättebäcksländor. Inga underarter finns listade i Catalogue of Life.